# Ansiolítico
Ansiolíticos, ou ansionomilíticos, são drogas, sintéticas ou não, usadas para diminuir a ansiedade e a tensão, com um efeito calmante, descobertos em 1950, e afetam áreas do cérebro que controlam a ansiedade e o estado de alerta relaxando os músculos. Em pequenas doses recomendadas por médicos, não causam danos físicos ou mentais. Tiveram um crescimento entre 1960 e 1980. Nesse período, mais de 10% da população no Brasil consumia ansiolíticos de maneira regular ou esporádica.
O termo sedativo é sinônimo de calmante ou sedante. Um medicamento hipnótico ou sonífero deve produzir sonolência e estimular o início e a manutenção de um estado de sono que se assemelhe o mais possível ao estado do sono natural. Os efeitos hipnóticos envolvem uma depressão mais profunda do sistema nervoso central (SNC) do que a sedação, o que pode ser obtido com a maioria dos medicamentos sedativos, aumentando-se simplesmente a dose. A depressão gradativa dose-dependente da função do SNC constitui uma característica dos agentes sedativos-hipnóticos, na seguinte ordem: sedação, hipnose, anestesia, efeitos sobre a respiração/função cardiovascular e coma. Cada medicamento difere na relação entre a dose e o grau de depressão do SNC.
São exemplos de Ansiolíticos:
- Bromazepam
- Diazepam
- Alprazolam
- Clonazepam

Os ansiolíticos podem ser consumidos oralmente e com seringas que só são usadas em hospitais para sedar um paciente.
Uma pessoa que usa ansiolíticos por um longo período pode adquirir dependência do medicamento. Os ansiolíticos prejudicam principalmente mulheres grávidas podendo causar má formação do feto.O efeito desta droga é aumentado se consumido juntamente com álcool, pelo que a ingestão conjunta das duas não é aconselhável.

## Mecanismos de ação
A ligação do ácido y-aminobutírico (GABA) a seu receptor na membrana celular provoca abertura de um canal de cloreto, que culmina em aumento da condutância ao cloreto. O influxo de íons cloreto causa discreta hiperpolarização, a qual afasta o potencial de membrana pós-sináptico de seu limiar de excitabilidade e, assim, inibe a formação de potenciais de ação. Os benzodiazepínicos ligam-se a sítios específicos, de alta afinidade, localizados na membrana celular, que são distintos, porém adjacentes ao receptor de GABA. 

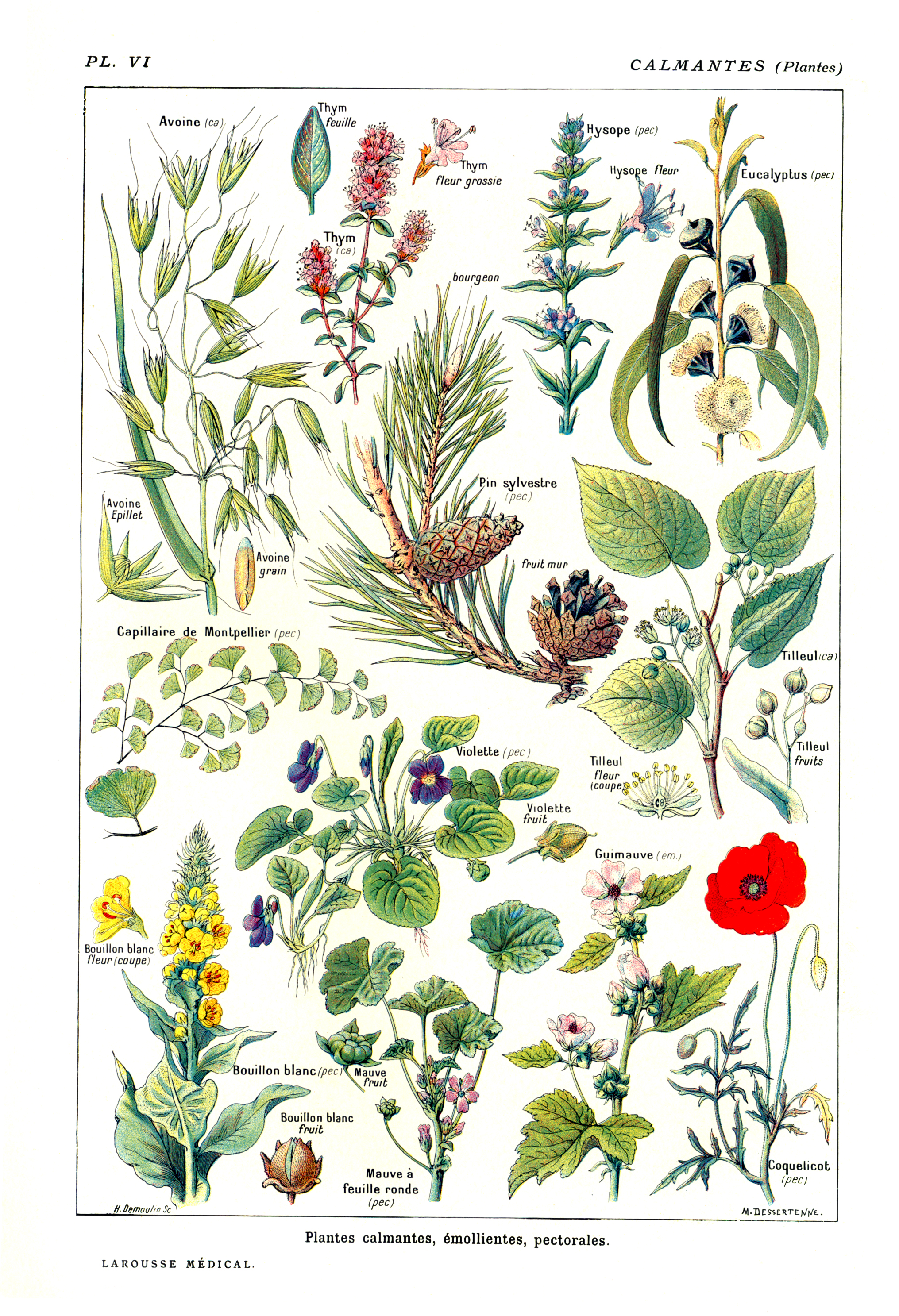
Plantas calmantes, emolientes, peitorais Larousse Medical Illustré

Os receptores para benzodiazepínicos são encontrados somente no sistema nervoso central (SNC), e sua localização corresponde à dos neurônios GABA. A ligação de benzodiazepínicos aumenta a afinidade dos receptores de GABA com este neurotransmissor, ocasionando abertura mais frequente dos canais de cloreto adjacentes. Este fato, por sua vez, acarreta aumento da hiperpolarização e posterior inibição da despolarização do neurônio.

## Plantas calmantes
Algumas plantas possuem propriedades ansiolíticas ou calmantes, por mecanismos diversos. Apesar do uso tradicional, os elementos ativos e a relação de sua estrutura-atividade ainda são objeto de pesquisa, e não foram completamente elucidados. Alguns resultados apontam, entre as substâncias presentes, para os alcalóides, flavonóides e ácidos fenólicos, lignanos, cinamatos, terpenos e saponinas que por sua vez possuem efeitos ansiolíticos em uma ampla variedade de modelos animais de ansiedade a exemplo dos mecanismos de interacção com os receptores de ácido γ-aminobutírico (GABA); receptores serotoninérgicos compatíveis com a 5-hidroxitriptamina (5-HT) 1A e 5-HT2A; sistemas noradrenérgicos e dopaminérgicos, receptores de glicina e glutamato; o receptor opióide-κ, e receptores canabinoides (CB) 1 e CB2.
Entre as plantas mais estudadas estão as que produzem óleos essenciais como a Lavandula angustifolia, o Citrus aurantium; a Melissa officinalis; diversas espécies de mulungu (Erythrina); as reconhecidas: valeriana (Valeriana officinalis), camomila (Matricaria chamomilla L.) e passifloras, além da tradicional planta indiana Rauwolfia serpentina (Sarpagandha) conhecida pela presença do alcalóide reserpina, um dos primeiros tranquilizantes utilizados para tratamento das psicoses.